# Naděje (Cvikov)
Naděje (německy Hoffnung) je vesnice, která je administrativní součástí města Cvikova v okrese Česká Lípa v Libereckém kraji. Nachází se asi čtyři kilometry severně od Cvikova. Naděje je zároveň i název katastrálního území o rozloze 3,88 km².

## Historie
První písemná zmínka o vesnici pochází z roku 1612.Osada Naděje vznikla po založení sklářské huti. Později došlo k rozvoji důlního průmyslu, po roce 1850 zde postavili bratři Israelové z Drážďan továrnu na opracování mlýnských kamenů. Kámen pro ně získávali v lomu poblíž nedalekého hradu Milštejn.
U cesty do vsi Trávník (rovněž místní část města Cvikova) byla roku 1821 postavena kaple svaté Anny Samotřetí. Dnes je z ní rekreační objekt. Do roku 1946 nesla obec název Hoffnung.

## Doprava
Do vsi Naděje ani do osady Hamr neexistuje spojení veřejnými dopravními prostředky. Autobusy linky č. 500441 Cvikov–Krompach lze dojet na zastávku Cvikov, Trávník, která je od Naděje vzdálená zhruba jeden kilometr. Vesnicí prochází cyklotrasa č. 3061 Cesta k sousedům, která se jižně od Naděje napojuje na cyklotrasu č. 3053, vedoucí do Cvikova. V zimním období jsou hojně využívány zdejší lyžařské běžecké tratě, které procházejí touto částí Lužických hor na západ od Naděje.

## Pamětihodnosti
Zhruba jeden kilometr severně od Naděje je rekreační osada Hamr, která však již leží na katastrálním území Horní Světlé, části obce Mařenice. Název osady vznikl v dobách, kdy se zde drtila železná ruda, v místě byly i dvě pily a mlýn. Jednou z pil byla tzv. Mitterova pila. Pro pohon těchto průmyslových zařízení byla v roce 1938 dostavěna přehrada Naděje.

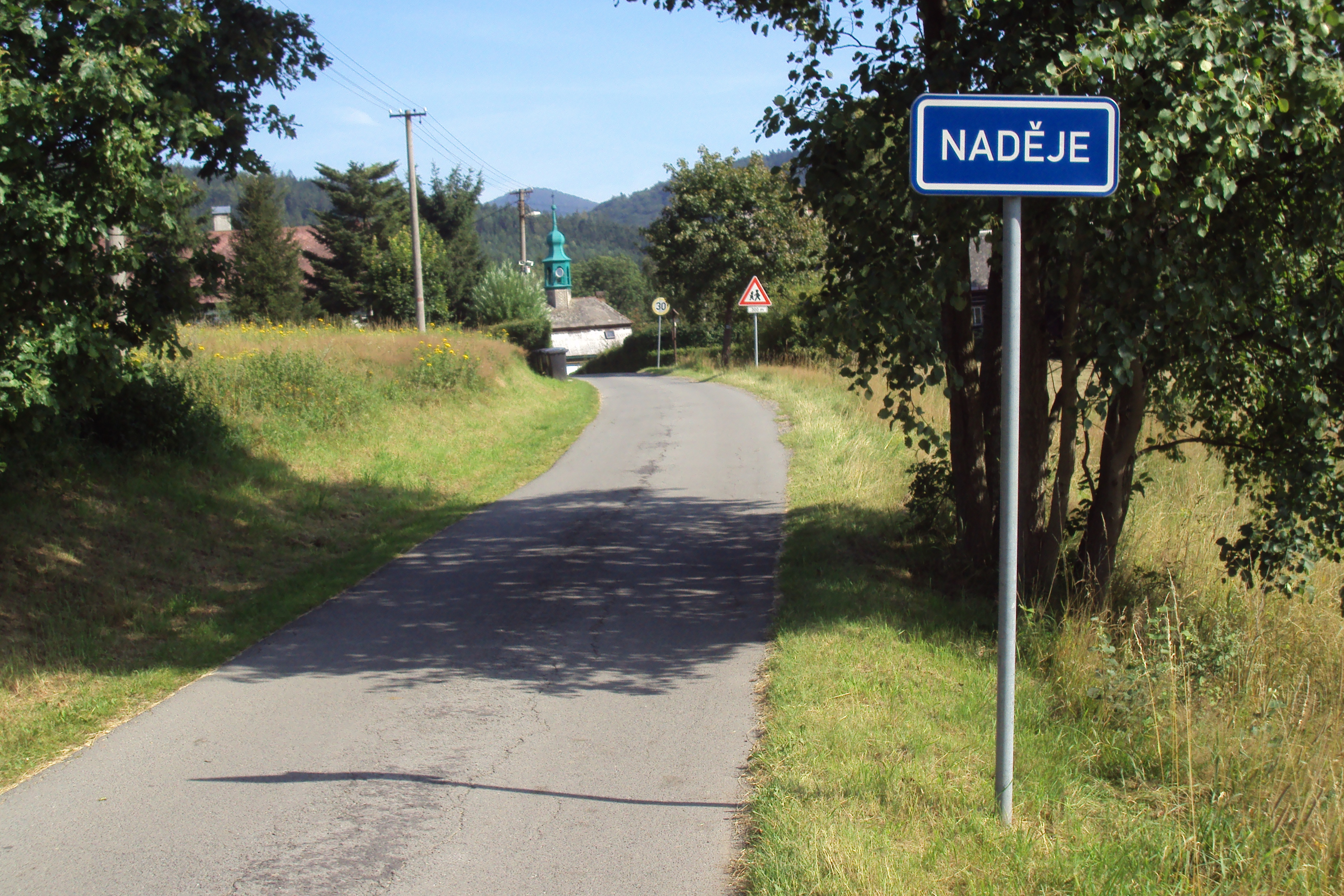
Jižní okraj vesnice

Nad vesničkou se tyčí pískovcová skála Křížová věž (nazývaná též Krkavčí či Havraní skála, německy Rabenstein). Na jejím vrcholu roku 1833 nechali podnikatelé Schicht a Wiesner z Naděje postavit kříž a dalších 30 třicet k ní každý den za soumraku místní tkadlec Josef Weiss nosil rozsvícenou svítilnu. Zhruba 300 metrů jižněji od Krkavčí skály se na kótě 494 m nachází vyhlídkové místo, zvané Knesplova vyhlídka.
Dalším zajímavým místem na katastru vesnice je přírodní památka Ledová jeskyně Naděje.